# Meshari

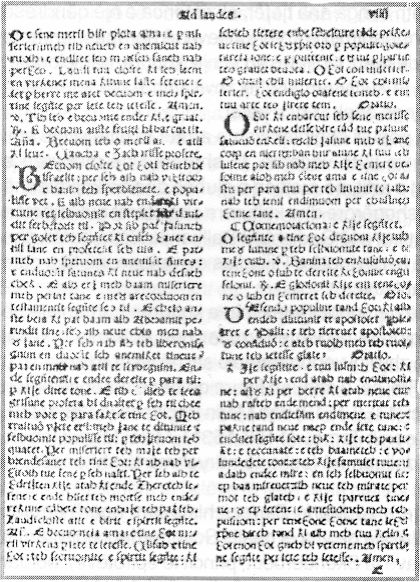
Strona z Meshari, 1555

Meshari – pierwsza książka wydana w języku albańskim, przekład łacińskiego mszału katolickiego na dialekt gegijski języka albańskiego autorstwa Gjona Buzuku z 1555 roku.

## Historia
Meshari (alb. „mszał”) to tłumaczenie łacińskiego mszału katolickiego, zbioru modlitw, psalmów i litanii, na dialekt gegijski języka albańskiego. Przekładu dokonał Gjon Buzuku, który według kolofonu, pisał tłumaczenie od 22 marca 1554 roku do 5 stycznia 1555 roku.
Oryginał Meshari miał 110 kart – 220 stron. Jedyny zachowany do dziś egzemplarz księgi, odkrył przypadkiem w 1740 roku w bibliotece Akademii Kongregacji Rozkrzewiania Wiary albański arcybiskup Skopje Gjon Nikollë Kazazi (1702–1752). Kazazi skopiował jej fragment i przesłał do Giorgia Guzzetty (1682–1756), założyciela seminarium albańskiego w Palermo. Pod koniec XVIII w. księga znajdowała się w kolekcji kardynała Stefana Borgii (1731–1804), która później stała się częścią Biblioteki Watykańskiej. Mszał przez lata pozostawał niezbadany, dopiero w latach 1909–1910 Giuseppe Schirò dokonał jego transkrypcji i transliteracji. Pierwsze kompletne wydanie księgi w opracowaniu Namika Ressuliego miało miejsce w 1958 roku, kolejne w 1968 roku w opracowaniu Eqrema Çabeja.

## Opis
Jedyny odnaleziony egzemplarz księgi ma 94 karty – 188 stron tekstu, przy czym brakuje strony tytułowej i pierwszych 16 stron, dlatego też nie wiadomo dokładnie, kiedy i gdzie mszał został wydany, ani jaki był jego oryginalny tytuł. Przyjmuje się, że Meshari został wydany w Wenecji. Tekst został opublikowany przy użyciu alfabetu łacińskiego z zastosowaniem znaków cyrylicy dla reprezentacji dźwięków nieznanych łacinie i włoskiemu. Księga ma 154 tys. słów, a zasób jej słownictwa zawiera 1500 różnych leksemów.